# Curtiss XF15C
Curtiss XF15C-1 Stingaree byl jednomístný americký palubní stíhací letoun s kombinovaným pohonem pístovým a proudovým motorem.

## Vznik
Projektové práce na XF15C-1 byly zahájeny po zveřejnění dokumentu leteckého úřadu US Navy z 31. prosince 1943, požadující nové typy stíhacích letadel. Úřad nakonec souhlasil s projektem No.1, který představoval jednomístný letoun s dolnoplošným lichoběžníkovým křídlem, klasickými ocasními plochami a zatahovacím podvozkem příďového typu. V přídi trupu pod krytem NACA byl pístový motor Pratt & Whitney R-2800 se čtyřlistou vrtulí, za křídlem pak proudový motor de Havilland/Halford H-1B s krátkou výstupní tryskou ústící pod štíhlým nosníkem ocasních ploch. Štěrbinové nasávací otvory vzduchu k proudové pohonné jednotce byly v náběžné hraně křídla. Letoun měl být vyzbrojen čtyřmi kanóny ráže 20 mm v křídle.
V únoru a březnu 1944 se vedla upřesňující jednání mezi Bureau of Aeronautics a Curtissem, ovlivněná i prvními námořními zkušenostmi s proudovým pohonem, získanými v lednu 1944 při testech armádního letounu Bell P-59 Airacomet. Dne 7. dubna 1944 obdržela firma Curtiss oficiální objednávku typu XF15C-1, finančně kryjící vývoj a stavbu tří prototypů čísel 01213, 01214 a 01215.
V mezidobí se tým vedený Fredem Steelem věnoval detailnějším návrhům a rozpracovávání základních sestav, podsestav a detailů. Již den po převzetí objednávky tak v prototypové montážní hale měli dokončenou maketu stroje ve skutečné velikosti. Na maketě se postupně ověřovaly konstrukční změny, vycházející z pozměňovaných požadavků leteckého úřadu US Navy.
Na podzim roku 1944 byl již první prototyp XF15C-1 (01213) značně rozpracován, na speciálním přípravku se ještě testovala funkce příďového podvozku. V listopadu došlo rovněž ke zkouškám motoru H-1B. Zálet nového stroje byl naplánován na únor 1945.

## Vývoj

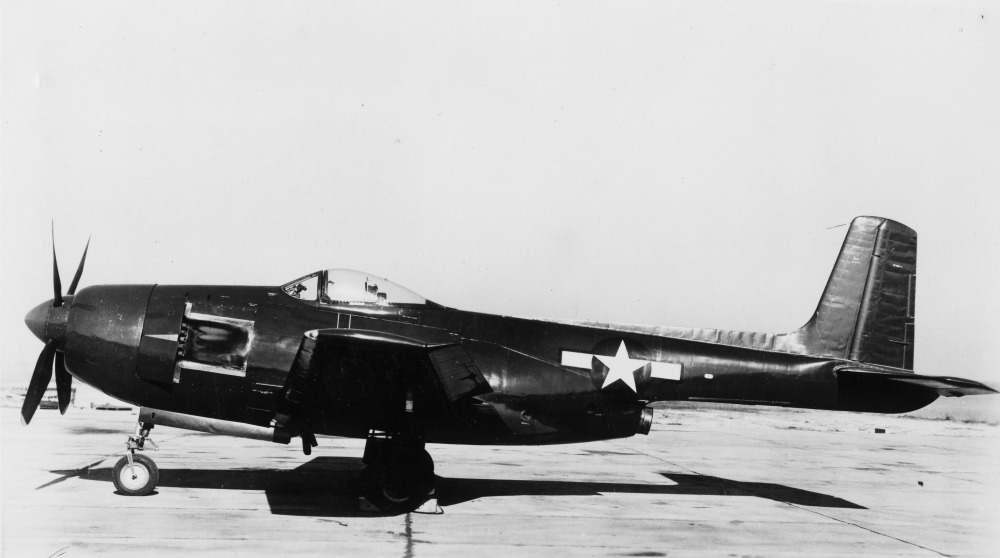
Stingaree s původními ocasními plochami

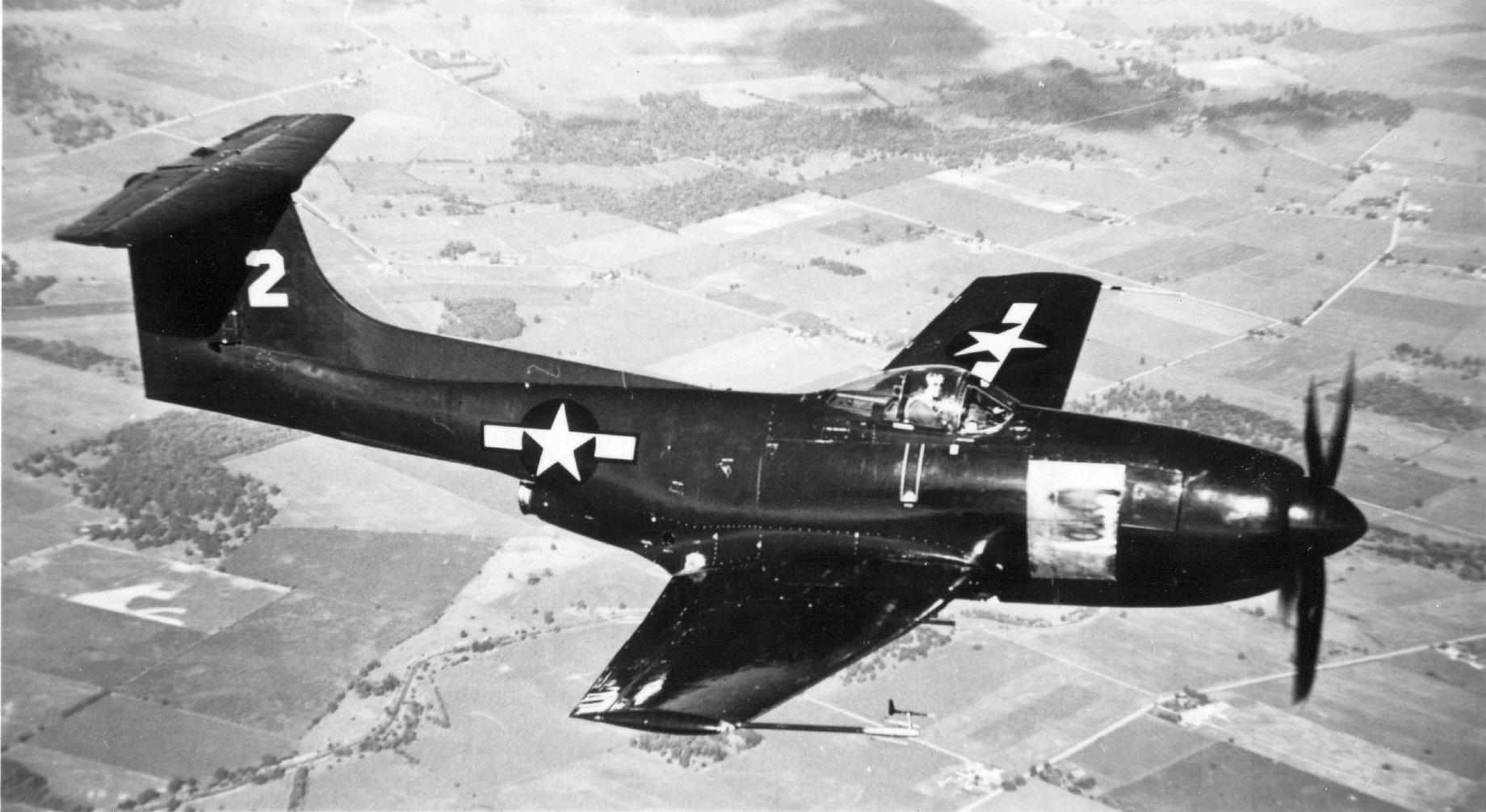
Curtiss XF15C-1 (01214)

Dne 25. února 1945 byl první prototyp přemístěn do hangáru pro letadla ve zkouškách, kde byly provedeny pozemní testy pístového motoru. Pojížděcí zkoušky byly zahájeny následující den, letoun však zatím nebyl vybaven proudovým motorem, který se stále nacházel v úpravě u společnosti Allis-Chalmers. Dne 27. února pokračoval tovární zkušební pilot Lloyd Childs v rychlých pojížděcích zkouškách a následující den s prvním prototypem provedl krátký let. Další zkušební lety byly provedeny v březnu 1945.
Instalace originálního britského proudového motoru H-1B byla zahájena po jeho dodání 20. března a na 30. dubna 1945 byl naplánován let s oběma motory v chodu. Termín se nepodařilo splnit, protože společně s motoráři na letounu pracovali také odborníci na řízení, kteří upravovali křidélka, kormidla a jejich vyvažovací plošky. První let s oběma instalovanými motory proběhl až 3. května 1945, i když pouze s pracující pístovou pohonnou jednotkou.
V následujících zkušebních letech se v kokpitu Stingaree střídali piloti Lloyd Childs a Charles Cox a letoun byl dovážen na vypočtenou bojovou vzletovou hmotnost. Proudový motor nadále nebyl spuštěn. Při třiadvacátém letu XF15C-1 8. května 1945 došlo k havárii způsobené poruchou v dodávce paliva pístového motoru R-2800-22W. Po jeho vysazení během přistání došlo ke ztrátě rychlosti a pádu letounu, při kterém stroj explodoval a shořel.
Druhý prototyp L. Childs zalétal 9. července 1945 s oběma pracujícími motory typu R-2800-34W a Allis-Chalmers J36. V tomto období se začalo uvažovat o rekonstrukci ocasních ploch do tvaru písmene T, kterou již navrhovala organizace NACA při testech modelu v aerodynamickém tunelu. Po schválení nových ocasních ploch konstruktéra Bruce Eatona byla zahájena jejich stavba pro třetí a zpětně i pro druhý prototyp.
Od 30. srpna 1945 se do zkušebních letů XF15C-1 zapojili piloti Bureau of Aeronautics Cdr. Bakutis a Cdr. Sutherland. Během září se pak tovární zkoušky druhého stroje blížily k uzavření a připravovalo se jeho předání námořnímu zkušebnímu středisku Naval Air Test Center na základně Patuxent River. K NATC již vyzbrojený druhý vyrobený stroj odlétl v polovině října a jeho testovacím pilotem byl určen Cdr. E. M. Owens. Při čtyřiaosmdesátém letu došlo k závadě na příďové noze podvozku, která se nezajistila v zámcích a během přistání poklesla. Po opravě zničené přídě a vrtule pokračoval druhý prototyp v testech.
Před koncem roku 1945 se XF15C-1 č. 01214 vrátil k mateřské továrně Curtiss-Wright v Buffalu, kde se připojil ke třetímu dohotovenému letounu. Ten vzlétl stále ještě s původními ocasními plochami v polovině prosince.
Z důvodu uzavření továrny v Buffalu se oba Stingaree přemístily i s drakem pro pevnostní zkoušky do Curtissovy pobočky v Columbusu ve státě Ohio. Zde během zkušebních letů stroje 01214 obdržel třetí 01215 nové ocasní plochy ve tvaru T. Přestavěný třetí prototyp zalétal pilot „Skip“ Ziegler 13. března 1946. Původní vrtule Hamilton Standard byla s montáží nových ocasních ploch vyměněna za Curtiss Electric. Současně bylo vyosení pístové pohonné jednotky směrem dolů zvětšeno ze 2° na 5°, což bylo aplikováno i na druhém prototypu, který od 20. srpna 1946 létal s ocasními plochami tvaru T.
Vzhledem ke skutečnosti, že konkurenční Ryan FR-1 Fireball již sloužil u bojové jednotky a čistě proudový McDonnell FH-1 Phantom již absolvoval palubní testy, ukončilo US Navy 10. října 1946 celý program XF15C-1.
Po ukončení vývoje přelétly oba Stingaree v majetku US Navy na základnu NATC, kde je využívali zkušební piloti k získání zkušeností s tímto druhem pohonu. Prototyp 01214 byl uzemněn v květnu 1947 a předán ke zkouškám palivových nádrží u Cornell Aeronautical Laboratory v Buffalu ve státě New York. Poté byl sešrotován.
Stroj 01215 dolétal na počátku roku 1948 a po několik let byl vystavován na základně NAS Norfolk ve Virginii. Následně přešel do majetku Bradley Field Museum ve státě Connecticut.

## Specifikace (XF15C-1)

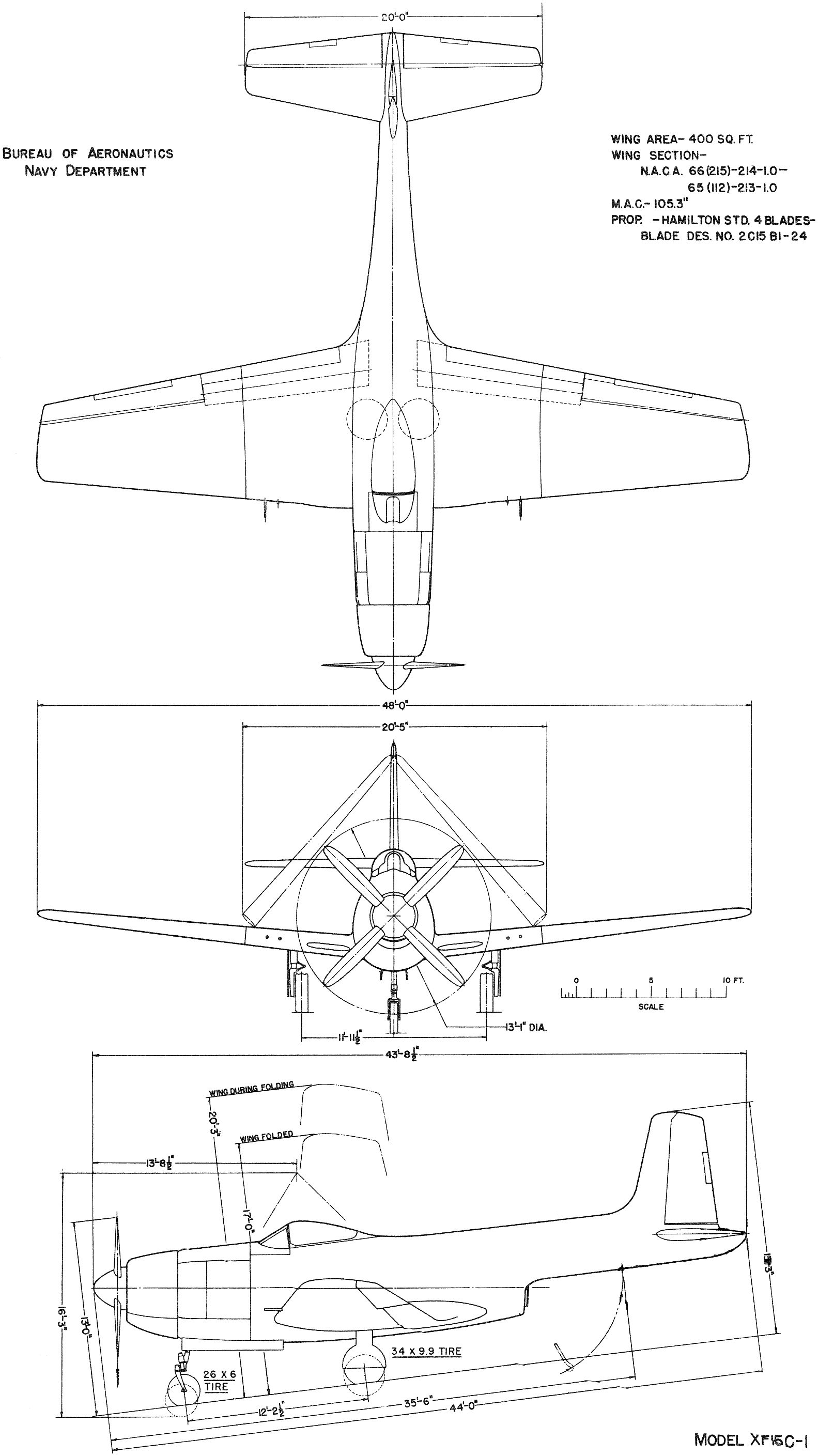
Curtiss XF15C-1

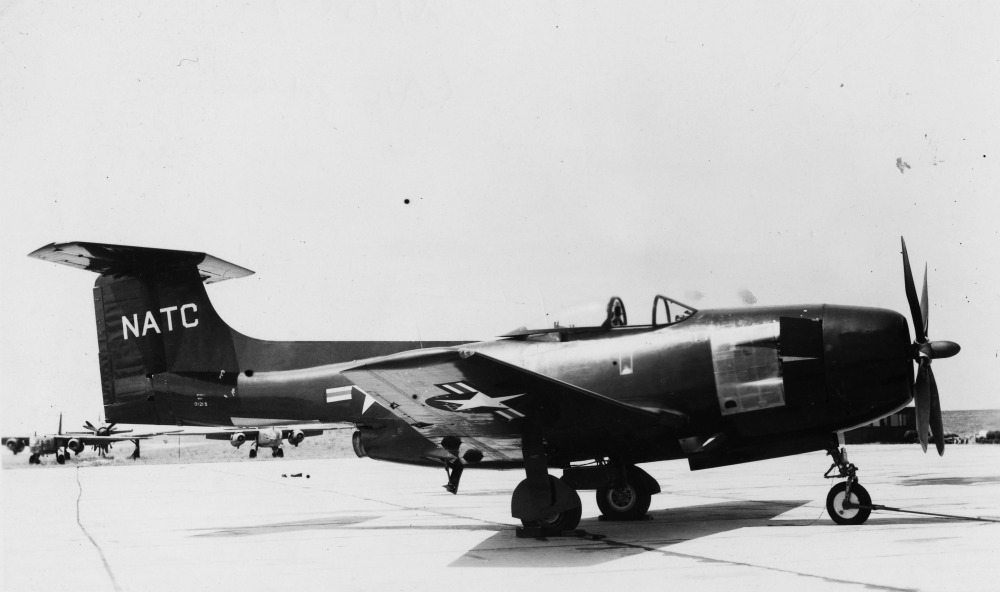
Třetí prototyp XF15C-1

Údaje podle

### Technické údaje
- Posádka: 1 (pilot)
- Rozpětí: 14,63 m
- Délka: 13,41 m
- Výška: 4,64 m
- Nosná plocha: 37,16 m²
- Hmotnost prázdného letounu: 5 737 kg
- Vzletová hmotnost normální: 7 543 kg
- Vzletová hmotnost s přetížením: 8 481 kg
- Pohonná jednotka:
  - 1 × vzduchem chlazený dvouhvězdicový motor Pratt & Whitney R-2800-34W o výkonu 2 100 hp (1 600 kW)
  - 1 × proudový motor Allis-Chalmers J36/de Havilland H-1B Goblin o tahu 2 700 lbf (12 kN)

### Výkony
- Maximální rychlost: (ve výšce 7 700 m): 755 km/h
- Počáteční stoupavost: 25,50 m/s
- Dostup: 12 745 m
- Dolet: 2 230 km

### Výzbroj
- 4 × 20mm kanón